# Iso-Kaija (ö i Norra Karelen)
Iso-Kaija är en ö i Finland. Den ligger i sjön Pielisjärvi och i kommunen Nurmes i den ekonomiska regionen  Pielinen-Karelen  och landskapet Norra Karelen, i den centrala delen av landet, 400 km nordost om huvudstaden Helsingfors. Öns area är 3,8 hektar och dess största längd är 0,7 kilometer i sydöst-nordvästlig riktning.